# Buyan
Buyán o Buián (en ruso: Буян) en la mitología eslava es el nombre dado a una misteriosa isla en medio del océano que aparece y desaparece. En ella viven tres hermanos: los vientos Norte, Este y Oeste. Según los relatos, extraños hechos ocurren en este lugar legendario. Koschéi el inmortal mantiene su alma dentro de un huevo guardado en un maravilloso roble de la isla.
Algunos estudiosos interpretan el mito de Buyán como una suerte de «otro mundo» proto indoeuropeo. Otros estudiosos consideran que Buyán es un nombre eslavo dado a la isla real más conocida como Rügen.
También se cuenta que es el hogar del Gagana, ave descrita con pico de hierro y garras de cobre, es la madre de todas las aves y anida en el árbol del mundo que se encuentra en dicha isla protegiendo la piedra mágica Alatyr dotada de propiedades curativas junto a la gigantesca serpiente mágica Garafena. También se dice que Gagana sabe conjurar y hacer milagros y si se le pregunta correctamente puede ayudar a alguien necesitado.